# Kurt Wagner (Offizier)

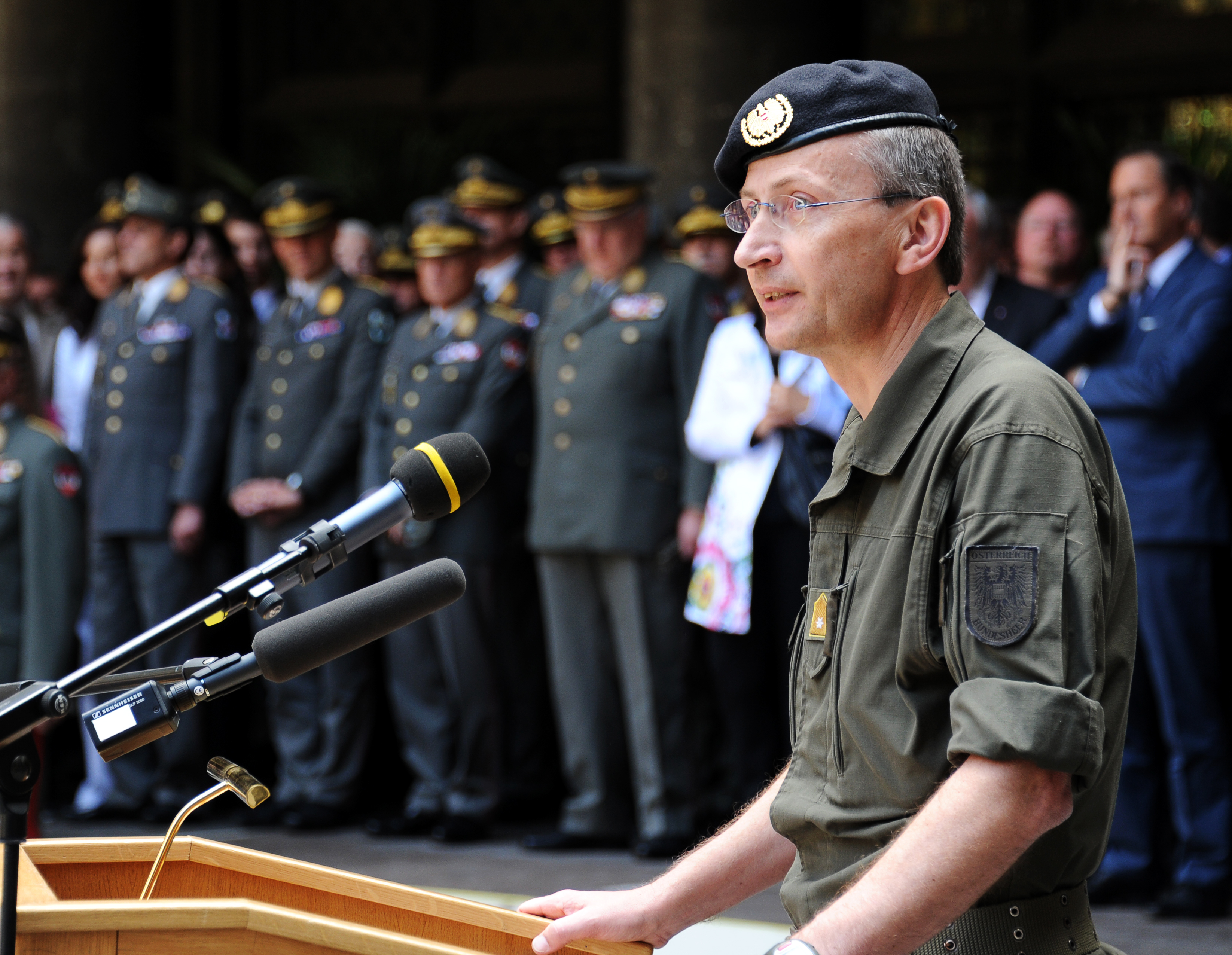
Kurt Wagner bei seiner Ernennung zum Militärkommandanten Wien (2012)

Kurt Wagner (* 7. Dezember 1962 in St. Pölten, Niederösterreich) ist ein Offizier des Österreichischen Bundesheeres im Rang eines Brigadiers und seit 1. März 2012 Militärkommandant von Wien.

## Leben
Kurt Wagner maturierte 1980 am Stiftsgymnasium Melk und rückte anschließend als Einjährig-Freiwilliger beim Österreichischen Bundesheer ein. Von 1981 bis 1984 absolvierte er die Theresianische Militärakademie in Wiener Neustadt und musterte als Infanterieoffizier zum Landwehrstammregiment 33 nach Mautern an der Donau aus. Nach Verwendungen als Zugkommandant, Ausbildungsoffizier, stellvertretender S 3 und Kompaniekommandant absolvierte er von 1991 bis 1994 die Generalstabsausbildung an der Landesverteidigungsakademie in Wien.
Kurt Wagner war zunächst als Taktiklehrer und für Planungen im Kommando der Landesverteidigungsakademie tätig und danach als Ausbildungs- und Einsatzleiter im Militärkommando Niederösterreich in St. Pölten und als Chef des Stabes der 3. Panzergrenadierbrigade in Mautern eingesetzt. Von 2001 bis 2003 war er mit der Führung der 3. Panzergrenadierbrigade betraut. Nach einer Verwendung als stellvertretender Leiter des Generalstabsbüros im Bundesministerium für Landesverteidigung war Kurt Wagner von 2004 bis 2012 Leiter des Instituts für höhere militärische Führung an der Landesverteidigungsakademie. In dieser Zeit führte er auch die Strategischen Führungslehrgänge der Republik Österreich und entwickelte und leitete den FH-Masterstudiengang Militärische Führung. 2006 war er mit der Leitung des Generalstabsbüros im Bundesministerium für Landesverteidigung betraut.
Seit 1. März 2012 ist Kurt Wagner Militärkommandant von Wien.
Kurt Wagner absolvierte 2004 das NATO Defense College in Rom. Er war Mitglied des Kollegiums der FH Studiengänge Militärische Führung des BMLVS und ist Mitglied der Wissenschaftskommission des BMLVS.

## Privates
Kurt Wagner hat ein Diplomstudium an der Universität Wien absolviert. Er ist verheiratet und Vater von drei Kindern.

## Auszeichnungen und Ehrenzeichen (Auszug)
- Großes Ehrenzeichen für Verdienste um die Republik Österreich
- Einsatzmedaille des Österreichischen Bundesheeres
- Verdienstzeichen des Niederösterreichischen Landesfeuerwehrverbandes (NÖLFV) 2. Klasse
- Medaille des Landes Niederösterreich für Katastropheneinsatz
- 2019: Goldenes Ehrenzeichen für Verdienste um das Land Wien[3]